# ラルフ・ネーダー

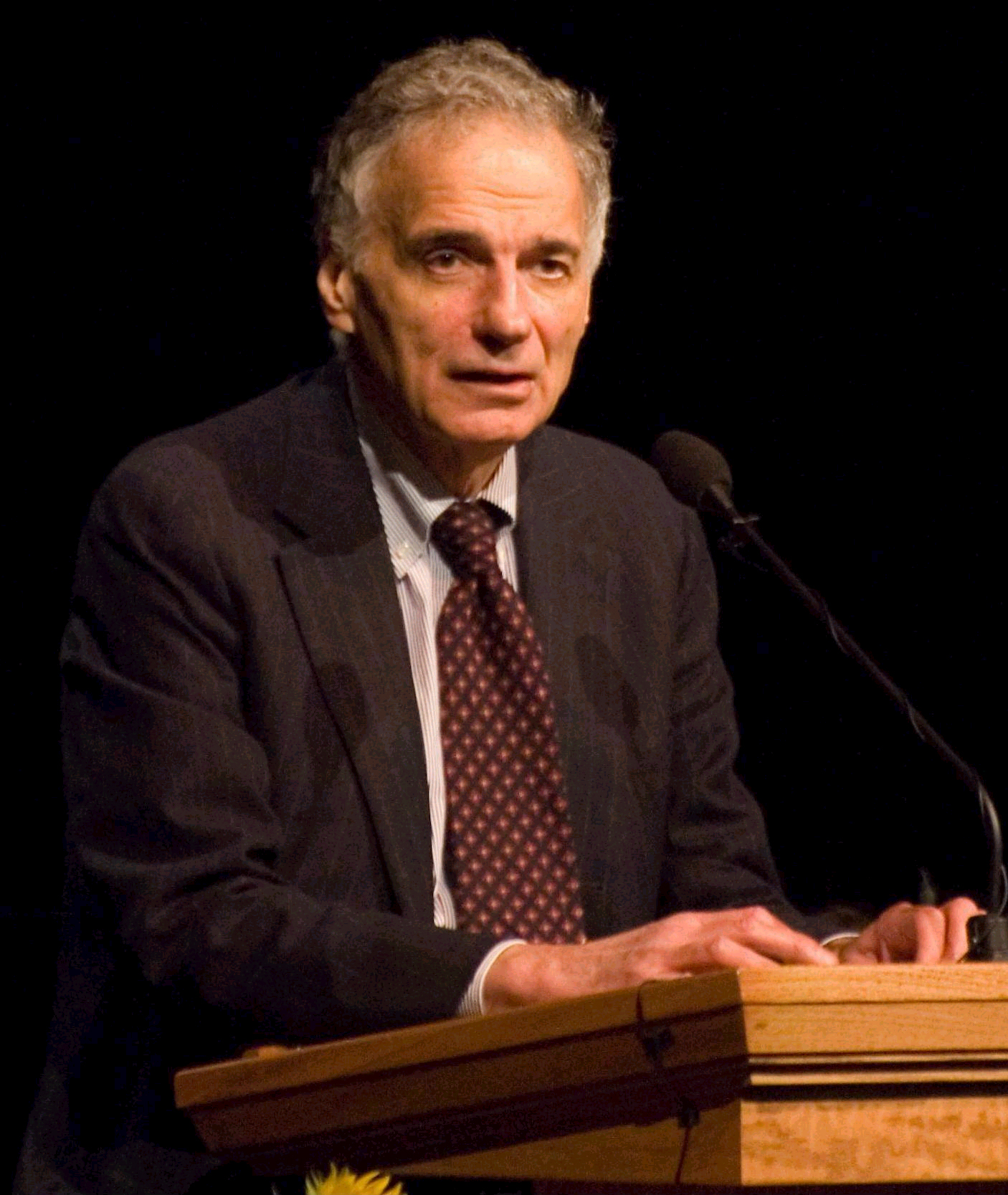
ラルフ・ネーダー

ラルフ・ネーダー（Ralph Nader, 1934年2月27日 - ）は、アメリカの弁護士・社会運動家。
長年環境問題、消費者の権利保護問題や民主化問題に携わっている。近年のアメリカの対外政策は帝国主義的で、大企業への利益誘導を行っており、民主主義の根本と人道に反しているとして批判をしている。大企業の持つ力にも批判的である。
独立系の大統領候補として有名であり、1996年と2000年には緑の党から立候補した。しかし、2004年の選挙では緑の党から公認を得られず、無所属候補として出馬した。そして、幾つかの州で改革党などから公認を得て選挙戦を戦った。
コネティカット州ウィンステッド出身で、両親は正教徒（ギリシャ正教系）のレバノン系移民であった。両親がアラビア語を母語としていたため、ラルフもまたアラビア語と英語を話して育った。「ネーダー」姓はアラビア語の「ナーデル」の英語読み。
1955年にプリンストン大学を卒業し、ハーバード大学ロースクールを1958年に卒業した。その後、アメリカ陸軍を除隊した1959年からハートフォードで弁護士として働き始めた。
1961年から1963年までハートフォード大学の歴史学と政治学の教授を務めたが、1964年に突如ヒッチハイクでワシントンD.C.に行き、労働次官であるダニエル・パトリック・モイニハンのアシスタントの職を得ながら雑誌への投稿を行っていた。彼はまた上院の自動車安全問題分科会のアドバイザーも務めた。1980年代初頭にはアメリカ食品医薬品局が眼科治療用の人工レンズ移植の大規模実験を許可したことに反対するロビー活動の先頭に立った。

## 自動車産業との戦争
1965年、ネーダーは自著『Unsafe at Any Speed:The Designed-In Dangers of the American Automobile（どんなスピードでも自動車は危険だ―アメリカの自動車に仕組まれた危険）』において、アメリカの乗用車の欠陥を指摘し全米に衝撃を与えた。アメリカの自動車産業がシートベルトなど安全装置の導入に抵抗し、安全性向上のための投資を渋っていると述べ、特にゼネラルモーターズ（GM）の空冷リアエンジン車「シボレー・コルヴェア」に欠陥が多いと告発した（ただし、その最大の要因であるサスペンションの設計は1964年モデルからは変更されていた）。
GMはこの著書を徹底的に無視する一方、ネーダーを貶める為に探偵をも雇って粗探しをしたが失敗し、逆にプライバシーの侵害であるとしてネーダーに訴えられて賠償金を支払うことになった。また、1966年には上院の自動車安全問題分科会への出席を余儀なくされ、ネーダーに一連の妨害を謝罪することとなり、その後コルヴェアは生産中止に追い込まれた。
またネーダーは、今も使われているアメリカの交通安全のための政策標語「三つのE」（技術、執行、教育の徹底 "Engineering, Enforcement, Education"）は自動車の真の問題、たとえば最大積載の際の重さに耐えられないようなタイヤを売る会社があるような事実から、目をそらすために作られたと告発している。
現在でもこの著書の告発のいくつかには今日的意義があり、ネーダーが自動車会社による政治的干渉だと感じた、新しい安全装置への導入反対の動きに対する非難である。ある者はこれを、今日のエアバッグ標準装備化をめぐる議論や、EUで行われている、前方歩行者との衝突の際に自動車がどれだけ歩行者に与える衝撃を抑えることができるか検証するための衝突テストを、アメリカへの導入を自動車業界がなんとか遅らせようとしている問題と同様と見ている。

## 消費者運動
ともあれアメリカ政府はネーダーの本を受ける形で自動車と交通の安全に関する法律や部署を設置し、ネーダーの告発は勝利に終わった。彼はその後も自動車の安全を監視する組織を運営している。さらにネーダーの運動に刺激された幾百の若い消費者運動家たち（ネーダーズ・レイダーズ、「ネーダー突撃隊」）とともにさまざまな方面の消費者保護運動に携わり、政府や産業界の環境、福祉、健康、政治腐敗などの問題点を次々に告発した。1971年にはこれらを傘下におさめる上部組織であるNGO「パブリック・シチズン」を設立、現在では15万人の会員を擁し政府や議会、産業界などを調査・監視しているほか、国民の健康を守ったり消費者の権利を保障したりするためのさまざまな法案を通したり政府機関の設立に寄与した。

## 大統領選への立候補

### 2000年アメリカ合衆国大統領選挙
1996年に続いてネーダーはウィノナ・ラデューク副大統領候補と共に選挙戦を戦った。人々の中には、ネーダーのような独立系候補や第三の政党が、民主・共和両党による大統領候補討論会から除外されているために彼らは疎外されて選挙戦の支援を受け難くなっていると考える者も居り、このことから市民討論会が開催された。
その一方で、共和党のジョージ・W・ブッシュと民主党のアル・ゴアが大接戦を繰り広げていた為、民主党支持者の中には勝利の目が無いのにも拘らず立候補していたネーダーを非難する者も存在した。ネーダーは、選挙費用の公費援助が受けられる得票率5%を目標にした。
結果、ゴアへの支持者の流出もあり、実際のネーダーの全国得票率は2.7%に留まった。しかし、投票方式問題が発生したフロリダ州やニューハンプシャー州では両候補の得票差を彼の得票が上回るという事態が発生した。専門家はこの事態がブッシュの勝利に対して大きな影響を及ぼしたと見ている。
こういった状況を避ける為、予め民主党は、接戦の州では「“ネーダーへの投票”＝“ブッシュへの投票”である」というキャンペーンを張り、また、有権者の間では、ブッシュの勝利が磐石な州のゴア支持者がネーダーに投票する見返りに接戦の州のネーダー支持者がゴアへ投票するという行動も見られた。
このように、選挙戦のキャスティング・ボートを握っていたネーダー陣営は、民主党からの批判に対し、「地元テネシー州で勝てば自力でゴアは勝利できたのにゴア陣営は敗戦の責任をこちらになすり付けている」と反論し、さらに、上記の「戦略投票」に対しては良心に従って投票するよう求めていた。

### 2004年アメリカ合衆国大統領選挙
この選挙戦においては、2003年12月に予めネーダーは緑の党の候補としては立候補しないと表明していた。2000年の結果も受けて、民主党はネーダーの立候補を阻止しようと動き、ジョン・ケリー候補自身も個人的に会談を行ったがネーダーは拒否した。そして、ネーダーは2004年6月に副大統領候補をペーター・ミゲル・カメーヨとすると表明した。彼のスタンスは、緑の党の支持は受けても良いけれども公認を求めるつもりは無いというものだったが、緑の党は党大会で彼への支持を拒否し、ディビッド・コブを擁立した。一方、共和党はネーダーの立候補で有利になると見て、密かに立候補を支援した。前回に比べて大きく得票を減らし、456,356票、約0.4%の得票率にとどまった。

### 2008年アメリカ合衆国大統領選挙
2008年2月、テレビ番組で無所属による立候補を表明した。2000年、2004年に続き民主・共和両党とは別の第3候補として挑戦する意向を表明した。緑の党の指名は得られず、党はシンシア・マッキニーを擁立した。ネーダーが当選する可能性はゼロと見られるが、消費者保護や環境対策を前面に出したネーダーの支持層は民主党の支持基盤と重なるため、同党候補の票を浸食する可能性が指摘された。
得票は736,804票、得票率約0.56%であった。民主党のオバマが大勝したため、結果的にネーダーの影響力は僅かなものに留まった。

## エピソード
倹約家でしかも反商業主義者であるネーダーは、1959年に除隊する際に、陸軍の交易所で靴1ダース（72ドル分）と、軍用靴下4ダース（16.80ドル分）を買った。ネーダーはこれらを1980年代半ばまで使い続けていた。